# Марлборо
Марлборо (на английски: Marlborough) е един от 16-те региона на Нова Зеландия. Населението му е 46 600 жители (по приблизителна оценка от юни 2018 г.), а площта му е 12 484 кв. км. БВП на региона е 1,193 милиарда щ.д., 1% от БВП на Нова Зеландия (2003 г.). В края на 70-те години на 20 век в региона се полагат основите на новозеландскита винена индустрия. Климатът е сух.